# Lijiang
Lijiang (chinois simplifié : 丽江市 ; chinois traditionnel : 麗江市 ; pinyin : lìjiāng shì ; litt. « ville du beau fleuve », en référence au Yangzi Jiang) est une ville de la province du Yunnan, en Chine. C'est une ville-préfecture dont la juridiction est peuplée majoritairement par la minorité Naxi, et qui est bordée au nord par le Yangzi Jiang (Yangzi).

## Histoire
La ville a fait partie du royaume de Nanzhao (737 — 902/937) dont la capitale est Taihe, près de Dali.
Elle fait ensuite partie du Royaume de Dali (937 – 1095, puis, 1096 – 1253).
En 1253, lors de la dynastie Yuan sous domination mongole, est mis en place le Tusi de Lijiang, également appelé royaume Naxi ou royaume Na-khi. Cette ville en est le siège. Ce tusi (cheftaine tribale) est aboli en 1723, sous le règne des Mandchous de la dynastie Qing.

## La ville de Lijiang

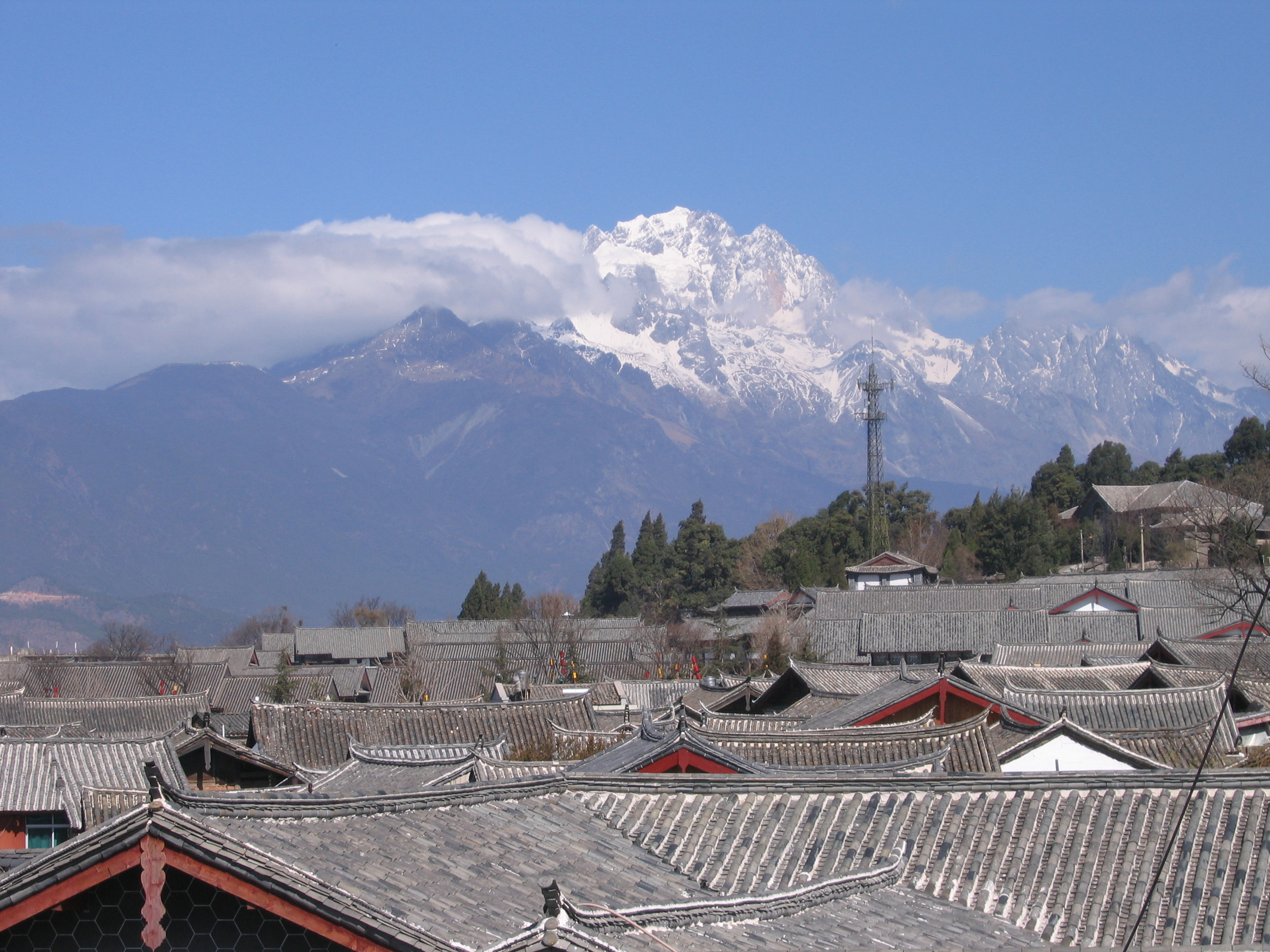
"La montagne enneigée du dragon de Jade" au dessus des toits de la vieille ville de Lijiang

La ville de Lijiang est une destination d'un romantisme absolu, en particulier pour les couples chinois et les jeunes mariés : en 2016, par exemple, cette ville a attiré plus de 8 millions de visiteurs venant de toute la Chine.
Le développement du tourisme, en particulier pour les Chinois eux-mêmes, est en train de modifier en profondeur cette ville située dans une des régions les plus pauvres de Chine.[réf. nécessaire]
Une ville nouvelle s'est développée en marge de la vieille ville[Quand ?].

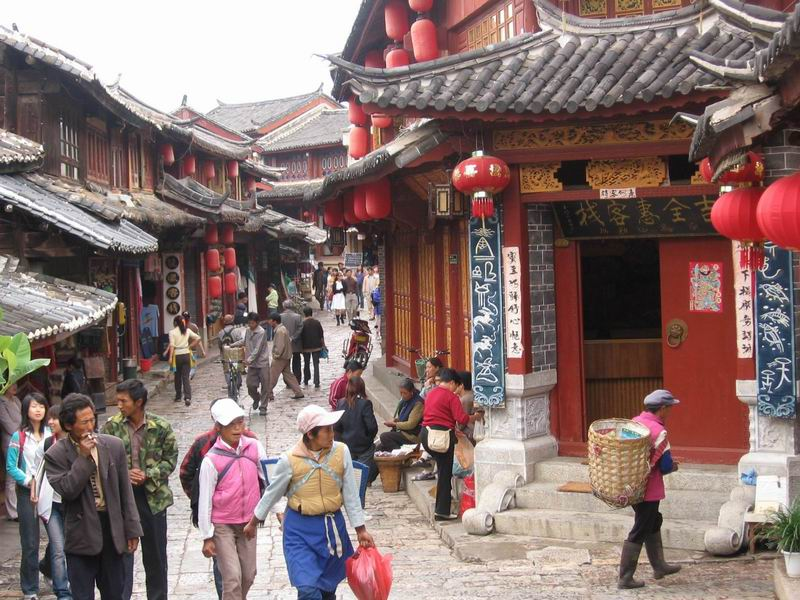
Quartier ancien de Lijiang, enseignes en écriture dongba et sinogrammes

La ville ancienne attire beaucoup de touristes où l'on peut trouver différents éléments de la culture Naxi ou de minorités avoisinantes du sud de la Chine. On peut y trouver notamment en quantité vêtements naxi, de la viande de yak séchée, des accessoires en cuir de yak, une usine de fabrication traditionnelle de papier.
Lijiang est le premier producteur mondial de spiruline, qu'il exporte sur tout le globe.
Le tremblement de terre qui a ravagé un tiers de la ville en février 1996 a laissé intacts la plupart des habitats traditionnels, en bois et pierre, plus résistants aux séismes que les bâtiments modernes.
La vieille ville de Lijiang a été inscrite en 1997 sur la liste du patrimoine mondial en tant que « ville ancienne exceptionnelle sise dans un paysage spectaculaire ».

## Démographie
Au recensement de l'an 2000, la juridiction de Lijiang comptait 1 126 646 habitants, pour une densité de 53,1 hab./km2.
| Nom de l’ethnie | Nombre  | Pourcentage |
| --------------- | ------- | ----------- |
| Han             | 481 142 | 42,70 %     |
| Naxi            | 231 057 | 20,51 %     |
| Yi              | 210 431 | 18,68 %     |
| Lisu            | 108 347 | 9,62 %      |
| Bai             | 48 419  | 4,30 %      |
| Pumi            | 15 768  | 1,40 %      |
| Dai             | 11 258  | 1,00 %      |
| Miao            | 6373    | 0,56 %      |
| Tibétains       | 4177    | 0,37 %      |
| Hui             | 4173    | 0,37 %      |
| Zhuang          | 3916    | 0,35 %      |
| Li              | 289     | 0,03 %      |
| Mongols         | 209     | 0,02 %      |
| Tu              | 188     | 0,02 %      |
| Mandchous       | 155     | 0,01 %      |
| Buyei           | 123     | 0,01 %      |
| Autres          | 621     | 0,05 %      |

## Transport
La ville préfecture est desservie par l'aéroport de Lijiang Sanyi.
La route nationale G214 passe près de son centre urbain et la route nationale G5611 y conduit. Ces deux nationales relient la ville-préfecture avec celle de Dali au Sud et la G214 continue jusqu'au xian de Markam, dans la région autonome du Tibet, au Nord.
Lijiang est également desservie par les routes provinciales S221 et s308.

## Tourisme

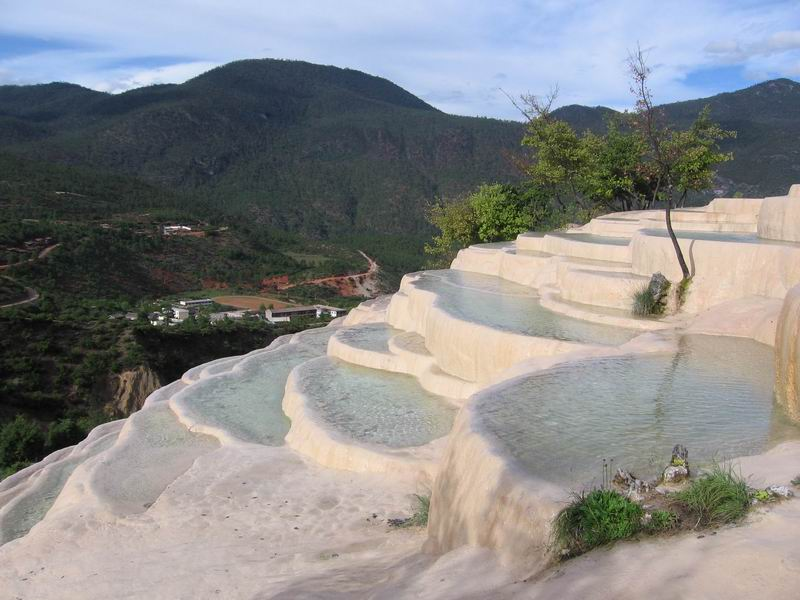
Baishuitai, au nord de Lijiang

Les principales attractions touristiques des environs de Lijiang sont :
- la montagne Yulong ou "Montagne enneigée du dragon de Jade" (玉龙, « dragon de jade ») culmine à plus de 5 500 mètres d'altitude ;
- le premier méandre du Yangzi Jiang (长江第一弯), où se trouve la « percussion en pierre », site lié à la guerre contre le Kuomintang ;
- la résidence du Docteur Joseph Rock, dans un village naxi, personnage célébré pour la création du premier dictionnaire naxi ;
- la résidence du clan Mu ou famille Mu (木氏), ayant dirigé le tusi de Lijiang, et où se trouve une fresque bouddhique ;
- les villages Naxi de Shuhe, Baisha, Wenhai et Yuhu dans la vallée de Lijiang ;
- les Gorges du Saut du tigre, parmi les plus profondes au monde ;
- le temple bouddhiste Yusi （玉寺）.

## Politique et administration

### Subdivisions administratives
La ville-préfecture de Lijiang exerce sa juridiction sur cinq subdivisions - un district, deux xian et deux xian autonomes :
- le district de Gucheng - 古城区 Gǔchéng Qū ;
- le xian de Yongsheng - 永胜县 Yǒngshèng Xiàn ;
- le xian de Huaping - 华坪县 Huápíng Xiàn ;
- le xian autonome naxi de Yulong - 玉龙纳西族自治县 Yùlóng nàxīzú Zìzhìxiàn ;
- le xian autonome yi de Ninglang - 宁蒗彝族自治县 Nínglàng yízú Zìzhìxiàn.

### Jumelages
Lijiang est jumelée avec la ville d’Albi située en France dans le département du Tarn. La ville a été intéressée par ce jumelage pour la gestion du patrimoine et l'expertise de la ville d'Albi ,.
- Albi (France) (depuis mars 2017)[6]

## Ville numérique

### Politiques de ville numérique
La politique de ville intelligente de Lijiang met l'accent sur le renforcement de la conception de haut niveau, en utilisant le cerveau de la ville comme noyau pour promouvoir l'application de la technologie de l'intelligence artificielle dans différents domaines tels que la gouvernance urbaine, le développement économique et la promotion du tourisme. Cette politique répond à la tendance de numérisation de la société et de l'économie, et fournit un nouveau modèle pour la construction de villes intelligentes dans les régions frontalières ethniques. En utilisant la technologie de l'intelligence artificielle, Lijiang espère transformer et promouvoir le développement durable de la ville dans les domaines de la construction du parti et de l'administration, du tourisme et de la gouvernance urbaine.

### Smart Lijiang
La ville de Lijiang met en œuvre une politique de ville intelligente de construire un cerveau de la ville "Smart Lijiang · Numbers Tell the Future". Le cerveau de la ville permet le partage des ressources en éliminant les barrières des données grâce à la mise en place de quatre grandes plateformes et de cinq scénarios majeurs. La création de ces quatre grandes stations réduira efficacement les obstacles à l'utilisation et à la formation de modèles d'IA par les différentes commissions, bureaux et industries, créant ainsi de la valeur pour la société dans les domaines de la gouvernance urbaine, de la transformation du tourisme, des services publics sociaux, de l'éducation des talents et de la formation. Cela soutient également la croissance de l'industrie de l'intelligence artificielle de la ville de Lijiang. Dans le secteur du tourisme, Lijiang utilise les données de recherche de Baidu, les données de positionnement de la population en temps réel et les données de perception du trafic pour réaliser une analyse complète des scénarios touristiques, aider à un marketing de précision, améliorer la qualité des services touristiques et renforcer les capacités opérationnelles .